# NGC 2823
NGC 2823 je galaksija u zviježđu Risu.

## Vanjske poveznice
- SEDS: NGC 2823